# Demonax theresae
Demonax theresae là một loài bọ cánh cứng trong họ Cerambycidae.